# Мазепа (опера)
«Мазе́па» — опера Петра Ильича Чайковского в 3 действиях, 6 картинах, на либретто Виктора Буренина на сюжет поэмы А. С. Пушкина «Полтава». Композитор внёс изменения в либретто, вернув в него многие строки из Пушкина. Василий Кандауров сочинил текст для арии Мазепы (второе действие, картина вторая).

## История создания и исполнений
Опера Чайковского — не первая попытка перенесения на музыкальную сцену поэмы «Полтава». Ещё в 1859 году в Большом театре в Петербурге была поставлена одноимённая опера Бориса Фитингофа-Шеля, позднее исполненная в Москве (1866) и в Киеве (1879). На тот же сюжет начал писать оперу Карл Давыдов, но не довёл её до конца.
Опера писалась между 1881 и 1883 годами.
Впервые была поставлена 3 (15) февраля 1884 года в Большом театре в Москве (дирижёр Ипполит Альтани, режиссёр Антон Барцал, художники Матвей Шишков и Михаил Бочаров, балетмейстер Иванов; Мазепа — Богомир Корсов, Кочубей — Борисов, Мария — Павловская, Любовь — Крутикова, Андрей — Усатов, Орлик — Фюрер, Искра — Григорьев, Пьяный казак — Додонов), и одновременно в Мариинском театре в Санкт-Петербурге 19 февраля [7 февраля по ст. ст] 1884 г. (дирижёр Направник). В 1885 опера была поставлена в Тифлисе. В 1903 возобновлена в Мариинском театре.
На советской сцене впервые поставлена 6 октября 1922, Москва, Оперный театр Зимина (дирижёр Ипполитов-Иванов, пост. Н. Н. Званцева, худ. Юон и Материн; Мазепа — Бочаров, Мария — Павловская, Кочубей — Головин, Любовь — Петрова-Званцева, Орлик — Пирогов, Андрей — Лабинский). 14 мая 1934 поставлена в Большом театре, в 1934 в Ленинградском театре оперы и балета, в 1949 в филиале Большого театра, в 1950 в Ленинградском театре оперы и балета им. Кирова. Поставлена в других городах СССР: Киеве (1933), Куйбышеве (1939), Саранске (1946), Ереване, Свердловске, Алма-Ате (все в 1949), Красноярске (1992) и др.
За рубежом: Ливерпуль (1888, на рус. яз.), Варшава (1912), Висбаден (1931), Нью-Йорк (1933, на рус. яз. пост. укр. труппой). Вена (1933), Прага (1934), София (1937). Флоренция (1954) и др; в последнее время — в Берне, Карлсруэ, Лионе, Милане, Нью-Йорке, Эдинбурге. Издания: партитура, М., Юргенсон, [1899]; клавир, М., Юргенсон, 1883 и 1899; советское издание клавира, М.-Л., Музгиз, 1940 и 1949.

## Действующие лица
- Мазепа, гетман (баритон)
- Кочубей (бас)
- Любовь, его жена (меццо-сопрано)
- Мария, их дочь (сопрано)
- Андрей (тенор)
- Орлик (бас)
- Искра, друг Кочубея (тенор)
- Пьяный казак (тенор)
- Казаки, казачки, гости, слуги Кочубея, сердюки, монахи, палачи.

Действие происходит на Украине в начале XVIII века. Главное действующее лицо Иван Степанович Мазепа (ок.1640—1709) — гетман казаков Украины.

## Краткое содержание

### Действие первое

#### Картина 1
Несметные богатства Кочубея, стольника Петра I, славятся на всю Малороссию, но главное его богатство — красавица-дочь. В день летнего праздника к ней приходят подруги, но хороводы, игры, песни, и даже любовь молодого казака Андрея не радуют её. Все её мысли о гордом старце, гетмане Мазепе, гостящем у отца. Мазепа просит у Кочубея её руки. Кочубей изумлён и рассержен предложением семидесятилетнего гетмана. Просьбы гостя переходят в требования, и Кочубей просит Мазепу оставить его дом. Напрасно Мария, Любовь — её мать, а также гости стараются успокоить ссорящихся. Оскорбленный Мазепа и — после мучительных колебаний — Мария уходят вместе, охраняемые стражей гетмана.

#### Картина 2
В доме Кочубея тишина и печаль. Мать, оплакивая Марию, словно умершую, обращается к мужу, советуя ему прибегнуть к помощи надёжных людей и отомстить ненавистному Мазепе. Но Кочубей и сам, неотступно думая о мести, решил посвятить в свои планы жену и своих друзей, среди которых — полковник Искра и Андрей. Ещё в дни былой дружбы он не раз слышал от гетмана о «грядущих измененьях, переговорах, возмущеньях…». Уже тогда разгадав намерение Мазепы перейти на сторону шведов и с их помощью отделить Малороссию от России, Кочубей обдумывает теперь свой донос русскому царю. Он хорошо понимает, с каким риском связано его дело: Пётр I бесконечно верит Мазепе. Знает об этом и Андрей, вызвавшийся лично доставить донос в столицу. Кочубей благословляет Андрея на опасный путь. Все надеются на справедливую казнь Мазепы.

### Действие второе

#### Картина 1
Сырые и холодные подземелья Белоцерковского дворца. В одном из них сидит прикованный к стене цепями Кочубей. Подтвердилось худшее его предположение: Пётр I не поверил доносу и отдал доносчика в руки Мазепы: «Заутра казнь…» Бессильное отчаяние овладевает Кочубеем. Но больше всего его угнетает то, что после его казни некому будет восстановить справедливость и Мазепа не понесёт возмездия. Мрачные размышления прерываются появлением прислужника Мазепы Орлика. От имени гетмана он требует признания о спрятанных Кочубеем кладах. Услышав решительный отказ выдать тайну, разъяренный Орлик приказывает вновь пытать узника.

#### Картина 2
Тихая украинская ночь. Мазепа любуется её красотой с балкона своего дворца. Но ни красота, ни мысли о Марии не могут смягчить его душу. Вошедшему Орлику отдаётся приказ готовить казнь Кочубея. К гетману неслышно подходит Мария. Беспокойством и ревнивыми подозрениями полно её сердце. Успокаивая её, Мазепа раскрывает Марии свою тайну: «… быть может, трон воздвигну я!» Мария с восторгом выслушивает это признание и в ответ на осторожный вопрос гетмана, кто ей дороже — он или отец, в ослеплении отвечает: «Ты мне всего, всего дороже!» Но оставшись одна, Мария вновь оказывается во власти тревожных предчувствий. Неожиданно появляется проникшая сюда с риском для жизни мать, которая умоляет дочь спасти отца. Но Мария ничего не знает о том, что произошло с её отцом и матери приходится тратить драгоценные минуты, чтобы рассказать ей обо всем. С ужасом узнаёт Мария о готовящейся расправе над Кочубеем и, увлекаемая матерью, спешит к месту казни.

#### Картина 3
Поле в окрестностях Белой Церкви заполнено народом: здесь должна свершиться казнь. Появляются палачи с топорами, проезжает на коне Мазепа, сопровождаемый возмущёнными возгласами народа, распевает песенку пьяный казак. Стража гетмана и монахи ведут осуждённых. В предсмертной молитве опускаются на колени Кочубей и Искра, а затем, обняв друг друга, всходят на эшафот. Прибежавшие на поле мать и Мария уже не могут остановить происходящее — казнь совершается.

### Действие третье
Полтавская битва окончена. Мазепа спешит покинуть Малороссию вместе со шведами. Тщетно искал его во время боя Андрей. И теперь, придя к разрушенной усадьбе Кочубея, он особенно остро переживает потерянную возможность мести. Слышится конский топот — это Мазепа и Орлик спасаются от преследования. С обнажённой саблей бросается навстречу своему врагу Андрей, но Мазепа опережает его, смертельно ранив выстрелом из пистолета. Всходит луна, и в её призрачном свете появляется из-за деревьев Мария. Зрелище смерти отца лишило её рассудка. С ужасом и болью смотрит на неё Мазепа, но Орлик торопит его и, спасая свою жизнь, гетман скрывается вместе с ним. Неожиданно Мария замечает раненого Андрея. Не узнав его, она принимает его за ребёнка, уснувшего в траве… Положив его голову к себе на колени, она поет умирающему колыбельную песню.

## Современные постановки
- Геликон-опера, 1999 г., музыкальный руководитель постановки — Кирилл Тихонов, режиссёр — Дмитрий Бертман, дирижёр — Евгений Бражник. Мазепа — Сергей Топтыгин и Андрей Вылегжанин, Мария — Татьяна Куинджи, Марина Калинина, Андрей — Дмитрий Хромов, Владимир Болотин, Николай Дорожкин, Кочубей — Михаил Гужов, Дмитрий Скориков, Любовь — Елена Ионова, Ксения Вязникова, Орлик — Дмитрий Калин, Эмиль Матвеев, Искра — Илья Ильин, Андрей Паламарчук.

- Большой театр, 2004 год, дирижёр — Александр Титов, режиссёр Роберт Стуруа. Мария — Лолитта Семенина, Мазепа — Валерий Алексеев, Кочубей — Вадим Лынковский, Любовь — Татьяна Горбунова, Орлик — Александр Короткий, Андрей — Михаил Губский.

## Дискография
- Чайковский, П. И. (1840—1893). Мазепа : Опера в трёх действиях [Звукозапись] / П. И. Чайковский ; либретто В. Буренина по поэме А. С. Пушкина «Полтава» ; исполн. : А. Иванов (Мазепа), И. Петров (Кочубей), В. Давыдова (Любовь), Н. Покровская (Мария), Г. Большаков (Андрей), В. Тютюнник (Орлик), Т. Черняков (Искра), Ф. Годовкин (пьяный казак), Хор и оркестр Большого театра СССР, дир. В. Небольсин. — Запись 1949 г. — М. : Мелодия, 1964. — 3 грп. [ТУ-43.10.1.74] : 33 об/мин, моно. — Д—014757—62.
- Чайковский, П. И. (1840—1893). Мазепа : Опера в трёх действиях [Звукозапись] / П. И. Чайковский ; либретто В. Буренина по поэме А. С. Пушкина «Полтава» ; исполн. : В. Валайтис (Мазепа), Е. Нестеренко (Кочубей), И. Архипова (Любовь), Т. Милашкина (Мария), В. Пьявко (Андрей), В. Ярославцев (Орлик), К. Басков (Искра), А. Мишутин (пьяный казак), Хор и оркестр Большого театра СССР, дир. Ф. Мансуров. — М. : Мелодия, 1980. — 4 грп. [ГОСТ 5289—73] (2 ч. 41 мин.) : 33 об/мин, стерео. — С10—13619—26. — (П. Чайковский : Полн. собр. соч. в грамзаписи. Часть 1, комплект 6, пласт. 1—4).
- Исполнители: Мазепа — Юрий Мазурок, Мария — Тамара Милашкина, Кочубей — Артур Эйзен, Любовь — Ирина Архипова, Андрей — Владимир Атлантов, хор и оркестр Большого театра СССР, дирижёр — Альгис Жюрайтис. 1986.
- Исполнители: Мазепа — Николай Путилин, Кочубей — Сергей Алексашкин, Любовь — Лариса Дядькова, Мария — Ирина Лоскутова, Андрей — Виктор Луцюк. Оркестр и хор Мариинского театра, Режиссёр: Brian Large. Дирижёр: Валерий Гергиев. 1996.